# Petra Trautmann
Melitta Margot Edelgard „Petra“ Trautmann (* 21. Mai 1921 in Potsdam; † 9. März 1967 in Johannesburg, Südafrika) war eine deutsche Schauspielerin.

## Leben und Wirken
Die Tochter des Polizeihauptmanns Otto Trautmann und seiner Frau Margarete, geb. Kurze, besuchte zwei Jahre lang die Schauspielschule des Deutschen Theaters in Berlin. Im Frühjahr 1940 wurde sie am Theater in der Behrenstraße (Direktion: Arpad Bubik) als „jugendliche Salondame“ unter Vertrag genommen.
1942 trat die brünette Künstlerin für die Dreharbeiten zum Film Fahrt ins Abenteuer erstmals vor die Kamera. Nahezu zeitgleich folgte die Komödie Frauen sind keine Engel mit Marte Harell, Axel von Ambesser und Margot Hielscher. 1943 heiratete Petra Trautmann den Drehbuchautor und Regisseur Géza von Cziffra, unter dessen Regie sie zu dieser Zeit im Revuefilm Der weiße Traum an der Seite von Olly Holzmann, Wolf Albach-Retty und Lotte Lang spielte. Im Jahr darauf kam ihre gemeinsame Tochter zur Welt.
Nach Kriegsende wurde Petra Trautmann von ihrem Gatten regelmäßig in dessen Inszenierungen besetzt. Meist blieb sie dabei ihrem Rollenfach treu und verkörperte Damen der besseren Gesellschaft. Zuletzt war sie 1950 in der Kriminalkomödie Der Mann, der sich selber sucht mit Vera Molnar, Wolf Albach-Retty und Karl Schönböck zu sehen.
Nachdem ihre Ehe mit Géza von Cziffra geschieden worden war, heiratete Petra Trautmann den Wiener Eduard Geiger, der in den 1950er-Jahren die Leitung der Kleinkunstbühne Wiener Werkel innehatte. Aus dieser Verbindung ging ein Sohn hervor. Zusammen mit ihrer Familie wanderte die ehemalige Schauspielerin nach Südafrika aus, wo Eduard Geiger ein Unternehmen leitete. Petra Trautmann starb 1967 im Alter von nur 45 Jahren in der zur Metropolregion Johannesburg gehörenden Ortschaft Bryanston.

## Filmografie
- 1943: Fahrt ins Abenteuer
- 1943: Frauen sind keine Engel
- 1943: Der weiße Traum
- 1946: Glaube an mich
- 1948: Gottes Engel sind überall
- 1948: Königin der Landstraße
- 1949: Der himmlische Walzer
- 1949: Höllische Liebe
- 1950: Großstadtnacht
- 1950: Der Mann, der sich selber sucht